# The Essential Michael Jackson
The Essential Michael Jackson dvostruki je kompilacijski album s najvećim uspješnicama američkog glazbenika Michaela Jacksona, kojeg 2005. godine objavljuje diskografska kuća Epic.
Album sadrži materijal iz vremena kada je Jackson bio član obiteljskog sastava The Jackson 5 tijekom kasnih 1960-ih, pa sve do 2001. godine i hit singla "You Rock My World". The Essential Michael Jackson objavljen je 19. srpnja 2005. godine u Sjedinjenim Državama, a dan ranije u Velikoj Britaniji. 26. kolovoza 2008. godine album je nanovo objavljen u ograničenom izdanju u Sjedinjenim Državama, te sadrži dodatni disk od sedam skladbi u izvedbi Michaela Jacksona.

## O albumu
Album je na britanskoj top ljestvici došao na #2 i prodao se u više od 200.000 primjeraka u prvih pet mjeseci. U lipnju 2009. godine nakon Jacksonove smrti album je doživio svoj vrhunac na #1. U Sjedinjenim Državama kompilacija je na Billboardovoj top 200 ljestvici dospjela na #96 i prodajom od 420.630 primjeraka do travnja 2009. - prema napisima Nielsen Soundscan. 14. veljače 2008. godine na švedskoj top ljestvici došao je na #23.
U ožujku 2009. godine album se u Sjedinjenim Državama penje na top ljestvicama, a uzrok tome je bila Jacksonova najava nove turneje. Svoj vrhunac na američkoj "Pop Catalog Chart" ljestvici zabilježio je na #45, te se taj tjedan prodao u 11.000 kopija. 25. lipnja 2009. godine, na dan Jacksonove smrti, album na američkoj "iTunes Download" ljestvici dolazi na #2, a sljedeći dan na broj #1.

## Popis pjesama

### Međunarodna verzija
Disk prvi
1. "I Want You Back" (The Jackson 5) – 2:58
2. "ABC" (The Jackson 5) – 2:57
3. "The Love You Save" (The Jackson 5) – 3:05
4. "Got to Be There" – 3:25
5. "Rockin' Robin" – 2:32
6. "Ben" – 2:46
7. "Blame It on the Boogie"  (The Jacksons) – 3:30
8. "Shake Your Body (Down to the Ground)" (The Jacksons) – 3:45
9. "Don't Stop 'til You Get Enough [7" obrada]" – 3:56
10. "Off the Wall" – 3:46
11. "Rock with You" – 3:23
12. "She's out of My Life" – 3:37
13. "Can You Feel It" (The Jacksons) [7" obrada] – 3:50
14. "The Girl Is Mine" (Michael Jackson & Paul McCartney) – 3:41
15. "Billie Jean" – 4:52
16. "Beat It" – 4:18
17. "Wanna Be Startin' Somethin'" [7" obrada] – 4:17
18. "Human Nature [7" obrada]" – 3:45
19. "P.Y.T. (Pretty Young Thing)" – 3:58
20. "I Just Can't Stop Loving You" (Michael Jackson i Siedah Garrett) [bez uvoda] – 4:11
21. "Thriller"[7" obrada]  – 5:14

Disk drugi
1. "Bad" – 4:06
2. "The Way You Make Me Feel" [7" obrada] – 4:26
3. "Man in the Mirror" – 5:18
4. "Dirty Diana" – 4:40
5. "Another Part of Me" [7" obrada] – 3:46
6. "Smooth Criminal" – 4:17
7. "Leave Me Alone" – 4:39
8. "Black or White" [7" obrada] - 3:21
9. "Remember the Time" – 3:59
10. "In the Closet" (Duet Michaela Jacksona i Mystery Girl) [7" obrada] – 4:48
11. "Who Is It" [7" obrada] – 3:59
12. "Heal the World" – 6:24
13. "Will You Be There" [7" obrada] – 3:40
14. "You Are Not Alone" [Singl obrada] – 4:55
15. "Earth Song" [7" obrada] – 5:02
16. "They Don't Care About Us" – 4:44
17. "You Rock My World" – 5:08

### SAD verzija
Disk prvi
1. "I Want You Back" (The Jackson 5)
2. "ABC" (The Jackson 5)
3. "The Love You Save" (The Jackson 5)
4. "Never Can Say Goodbye" (The Jackson 5)
5. "Rockin' Robin"
6. "Ben"
7. "Enjoy Yourself" (The Jacksons)
8. "Blame It on the Boogie" (The Jacksons)
9. "Shake Your Body (Down to the Ground)" (The Jacksons)
10. "Don't Stop 'til You Get Enough"
11. "Rock with You"
12. "Off the Wall"
13. "She's Out of My Life"
14. "Can You Feel It" (The Jacksons)
15. "The Girl Is Mine" (Paul McCartney)
16. "Billie Jean"
17. "Beat It"
18. "Wanna Be Startin' Somethin'"
19. "Human Nature"
20. "P.Y.T. (Pretty Young Thing)"
21. "Thriller"

Disk drugi
1. "Bad"
2. "I Just Can't Stop Loving You"
3. "Leave Me Alone"
4. "The Way You Make Me Feel"
5. "Man in the Mirror"
6. "Dirty Diana"
7. "Another Part of Me"
8. "Smooth Criminal"
9. "Black or White"
10. "Heal the World"
11. "Remember the Time"
12. "In the Closet"
13. "Who Is It"
14. "Will You Be There"
15. "Dangerous"
16. "You Are Not Alone"
17. "You Rock My World"

### Osnovni 3.0 bonus disk
1. "Can't Get Outta the Rain"
2. "Say Say Say" (s Paulom McCartneyjem)
3. "Jam"
4. "They Don't Care About Us"
5. "Blood on the Dance Floor"
6. "Stranger in Moscow"
7. "Butterflies"

## Top ljestvica
| Ljestvica (2009.)        | Pozicija |
| ------------------------ | -------- |
| Finalna ljestvica albuma | #4       |

## Naklada
| Zemlja            | Prodaja | Certifikat    |
| ----------------- | ------- | ------------- |
| Australija        | 140.000 | 2X Platinasti |
| Belgija           | 15.000  | Zlatni        |
| Brazil            | 3.000   |               |
| Francuska         | 315.000 | 2X Zlatni     |
| Irska             | 15.000  | Platinasti    |
| Japan             | 20.000  |               |
| Novi Zeland       | 15.000  | Platinasti    |
| Južna Koreja      | 3.200   |               |
| Švedska           | 30.000  | Zlatni        |
| Turska            | 20.000  |               |
| Sjedinjene Države | 668.000 |               |
| Velika Britanija  | 300.000 |               |

## Vanjske poveznice
- Allmusic - Recenzija albuma
- BBC: Američki obožavatelji izbjegavaju Jacksonov CD